# Leon Gaspard House
La Leon Gaspard House est une maison américaine située à Taos, dans le comté de Taos, au Nouveau-Mexique. Construite entre 1926 et 1931 dans le style Pueblo Revival, elle est inscrite au New Mexico State Register of Cultural Properties depuis le 20 octobre 1978 ainsi qu'au Registre national des lieux historiques depuis le 23 février 1979.